# Grand Prix moto de la Communauté valencienne
Le Grand Prix moto de la valencienne de vitesse moto est une des épreuves du Championnat du monde de vitesse moto.

## Par saison
| Année | Circuit | MotoE                         | MotoE                         | Moto3                    | Moto2                        | MotoGP                     | Rapport |
| Année | Circuit | Course 1                      | Course 2                      | Moto3                    | Moto2                        | MotoGP                     | Rapport |
| ----- | ------- | ----------------------------- | ----------------------------- | ------------------------ | ---------------------------- | -------------------------- | ------- |
| 2023  | Valence | Non disputé                   | Non disputé                   | Ayumu Sasaki (Husqvarna) | Fermin Aldeguer (Boscoscuro) | Francesco Bagnaia (Ducati) | Rapport |
| 2022  | Valence | Non disputé                   | Non disputé                   | Izan Guevara (Gas Gas)   | Pedro Acosta (Kalex)         | Álex Rins (Suzuki)         | Rapport |
| 2021  | Valence | Non disputé                   | Non disputé                   | Xavier Artigas (Honda)   | Raúl Fernández (Kalex)       | Francesco Bagnaia (Ducati) | Rapport |
| 2020  | Valence | Annulé (pandémie de Covid-19) | Annulé (pandémie de Covid-19) | Tony Arbolino (Honda)    | Jorge Martín (Kalex)         | Franco Morbidelli (Yamaha) | Rapport |
| 2019  | Valence | Eric Granado (Energica)       | Eric Granado (Energica)       | Sergio García (Honda)    | Brad Binder (KTM)            | Marc Márquez (Honda)       | Rapport |

| Année | Circuit | Moto3                        | Moto2                     | MotoGP                    | Rapport |
| ----- | ------- | ---------------------------- | ------------------------- | ------------------------- | ------- |
| 2018  | Valence | Can Öncü (KTM)               | Miguel Oliveira (KTM)     | Andrea Dovizioso (Ducati) | Rapport |
| 2017  | Valence | Jorge Martin (Honda)         | Miguel Oliveira (KTM)     | Dani Pedrosa (Honda)      | Rapport |
| 2016  | Valence | Brad Binder (KTM)            | Johann Zarco (Kalex)      | Jorge Lorenzo (Yamaha)    | Rapport |
| 2015  | Valence | Miguel Oliveira (KTM)        | Esteve Rabat (Kalex)      | Jorge Lorenzo (Yamaha)    | Rapport |
| 2014  | Valence | Jack Miller (KTM)            | Thomas Lüthi (Suter)      | Marc Márquez (Honda)      | Rapport |
| 2013  | Valence | Maverick Viñales (KTM)       | Nicolás Terol (Suter)     | Jorge Lorenzo (Yamaha)    | Rapport |
| 2012  | Valence | Danny Kent (KTM)             | Marc Márquez (Suter)      | Dani Pedrosa (Honda)      | Rapport |
| Année | Circuit | 125 cm3                      | Moto2                     | MotoGP                    | Rapport |
| 2011  | Valence | Maverick Viñales (Aprilia)   | Michele Pirro (Moriwaki)  | Casey Stoner (Honda)      | Rapport |
| 2010  | Valence | Bradley Smith (Aprilia)      | Karel Abraham (FTR)       | Jorge Lorenzo (Yamaha)    | Rapport |
| Année | Circuit | 125 cm3                      | 250 cm3                   | MotoGP                    | Rapport |
| 2009  | Valence | Julián Simón (Aprilia)       | Héctor Barberá (Aprilia)  | Daniel Pedrosa (Honda)    | Rapport |
| 2008  | Valence | Simone Corsi (Aprilia)       | Marco Simoncelli (Gilera) | Casey Stoner (Ducati)     | Rapport |
| 2007  | Valence | Héctor Faubel (Aprilia)      | Mika Kallio (KTM)         | Daniel Pedrosa (Honda)    | Rapport |
| 2006  | Valence | Héctor Faubel (Aprilia)      | Alex De Angelis (Aprilia) | Troy Bayliss (Ducati)     | Rapport |
| 2005  | Valence | Mika Kallio (KTM)            | Daniel Pedrosa (Honda)    | Marco Melandri (Honda)    | Rapport |
| 2004  | Valence | Héctor Barberá (Aprilia)     | Daniel Pedrosa (Honda)    | Valentino Rossi (Yamaha)  | Rapport |
| 2003  | Valence | Casey Stoner (Aprilia)       | Randy de Puniet (Aprilia) | Valentino Rossi (Honda)   | Rapport |
| 2002  | Valence | Daniel Pedrosa (Honda)       | Marco Melandri (Aprilia)  | Alex Barros (Honda)       | Rapport |
| Année | Circuit | 125 cm3                      | 250 cm3                   | 500 cm3                   | Rapport |
| 2001  | Valence | Manuel Poggiali (Gilera)     | Daijiro Kato (Honda)      | Sete Gibernau (Suzuki)    | Rapport |
| 2000  | Valence | Roberto Locatelli (Aprilia)  | Shinya Nakano (Yamaha)    | Garry McCoy (Yamaha)      | Rapport |
| 1999  | Valence | Gianluigi Scalvini (Aprilia) | Tohru Ukawa (Honda)       | Régis Laconi (Yamaha)     | Rapport |

## Palmarès

### Par pilotes
| Nombres de victoires | Pilotes          | Victoires | Victoires              |
| Nombres de victoires | Pilotes          | Catégorie | Saison                 |
| -------------------- | ---------------- | --------- | ---------------------- |
| 7                    | Dani Pedrosa     | MotoGP    | 2007, 2009, 2012, 2017 |
| 7                    | Dani Pedrosa     | 250 cm3   | 2004, 2005             |
| 7                    | Dani Pedrosa     | 125 cm3   | 2002                   |
| 4                    | Jorge Lorenzo    | MotoGP    | 2010, 2013, 2015, 2016 |
| 3                    | Casey Stoner     | MotoGP    | 2008, 2011             |
| 3                    | Casey Stoner     | 125 cm3   | 2003                   |
| 3                    | Marc Márquez     | MotoGP    | 2014, 2019             |
| 3                    | Marc Márquez     | Moto2     | 2012                   |
| 3                    | Miguel Oliveira  | Moto2     | 2017, 2018             |
| 3                    | Miguel Oliveira  | Moto3     | 2015                   |
| 2                    | Valentino Rossi  | MotoGP    | 2003, 2004             |
| 2                    | Marco Melandri   | MotoGP    | 2005                   |
| 2                    | Marco Melandri   | 250 cm3   | 2002                   |
| 2                    | Mika Kallio      | 250 cm3   | 2007                   |
| 2                    | Mika Kallio      | 125 cm3   | 2005                   |
| 2                    | Héctor Barberá   | 250 cm3   | 2009                   |
| 2                    | Héctor Barberá   | 125 cm3   | 2004                   |
| 2                    | Brad Binder      | Moto2     | 2019                   |
| 2                    | Brad Binder      | Moto3     | 2016                   |
| 2                    | Jorge Martin     | Moto2     | 2020                   |
| 2                    | Jorge Martin     | Moto3     | 2017                   |
| 2                    | Maverick Viñales | Moto3     | 2013                   |
| 2                    | Maverick Viñales | 125 cm3   | 2011                   |
| 2                    | Héctor Faubel    | 125 cm3   | 2006, 2007             |
| 2                    | Eric Granado     | MotoE     | 2019-1, 2019-2         |

### Par constructeurs
| Nombre de victoires | Constructeur | Victoires | Victoires                                                  |
| Nombre de victoires | Constructeur | Catégorie | Saison                                                     |
| ------------------- | ------------ | --------- | ---------------------------------------------------------- |
| 19                  | Honda        | MotoGP    | 2002, 2003, 2005, 2007, 2009, 2011, 2012, 2014, 2017, 2019 |
| 19                  | Honda        | 250 cm3   | 1999, 2001, 2004, 2005                                     |
| 19                  | Honda        | Moto3     | 2017, 2019, 2020, 2021                                     |
| 19                  | Honda        | 125 cm3   | 2002                                                       |
| 14                  | Aprilia      | 250 cm3   | 2002, 2003, 2006, 2009                                     |
| 14                  | Aprilia      | 125 cm3   | 1999, 2000, 2003, 2004, 2006, 2007, 2008, 2009, 2010, 2011 |
| 11                  | KTM          | Moto2     | 2017, 2018, 2019                                           |
| 11                  | KTM          | 250 cm3   | 2007                                                       |
| 11                  | KTM          | Moto3     | 2012, 2013, 2014, 2015, 2016, 2018                         |
| 11                  | KTM          | 125 cm3   | 2005                                                       |
| 9                   | Yamaha       | MotoGP    | 2004, 2010, 2013, 2015, 2016, 2020                         |
| 9                   | Yamaha       | 500 cm3   | 1999, 2000                                                 |
| 9                   | Yamaha       | 250 cm3   | 2000                                                       |
| 5                   | Kalex        | Moto2     | 2015, 2016, 2020, 2021, 2022                               |
| 4                   | Ducati       | MotoGP    | 2006, 2008, 2018, 2021                                     |
| 3                   | Suter        | Moto2     | 2012, 2013, 2014                                           |
| 2                   | Suzuki       | MotoGP    | 2022                                                       |
| 2                   | Suzuki       | 500 cm3   | 2001                                                       |
| 2                   | Gilera       | 250 cm3   | 2008                                                       |
| 2                   | Gilera       | 125 cm3   | 2001                                                       |
| 2                   | Energica     | MotoE     | 2019-1, 2019-2                                             |